# Jolánta latin császárnő
Flandriai Jolánta (1175–1219), a Latin Császárság uralkodónője 1217–19 között.

## Élete
Apja, V. Balduin hainaut-i gróf, anyja, I. Margit flamand grófnő. Jolánta már akkor Konstantinápolyba érkezett, amíg férje, a császárrá koronázott Courtenay Péter az epirusziakkal csatározott. Mivel Péter sorsa ismeretlen volt egy ideig, Jolánta gyakorolta régensként a hatalmat. A bolgárokkal szövetkezett az epirusziak ellen, és I. (Laszkarisz) Theodórosz nikaiai császárral is békét tudott kötni, amikor hozzáadta lányát, Máriát.
A császárnő 1219-ben halt meg. Nevers-i birtokát elsőszülött fia, Fülöp örökölte, aki viszont visszautasította a latin császári trónt, így ott a másodszülött Courtenay Róbert lett az uralkodó. Péter és Jolánta császárnő egyik leánya Courtenay Jolán magyar királyné, II. András magyar király második felesége volt.
| Előző uralkodó: Péter | Latin császár 1217–1219 | Következő uralkodó: Róbert |

1. ↑  p1694.htm#i16931, 2020. augusztus 7.